# Harald Valdemar Fiedler
Harald Valdemar Fiedler, född 1808, död 1887, var en dansk fiskeriman.
Fiedler drev under många år ett omfattande fiske från Sevedø, och var 1867-87 danska regeringens konsulent i fiske. Han var 1866-82 tillsammans med Arthur Frederik Feddersen redaktör för Tidsskrift for Fiskeri samt utgav senare Nordisk Aarsskrift for Fiskeri.